# Semesterersättning
Semesterersättning är en andel av lönen som läggs undan varje månad av arbetsgivaren. Löntagaren hämtar sedan den ersättning (i Sverige då kallat semesterlön) som denne arbetat ihop när denne tar ut sin semester. I Finland används benämningen semesterpenning.

## Internationellt
Betald semester förekommer inte i alla länder. Den svenska semesterlönelagstiftningen är kopplad till ILO:s konvention C132 som utarbetades 1970 och trädde i kraft 30 juni 1973. Fram till 2006 har sammanlagt 36 länder skrivit under stadgan, med olika längd på den betalda semesterperioden – från som minst 18 (bland annat länderna som efterträdde Jugoslavien) till som mest 30 (Brasilien) arbetsdagar. Bland de europeiska länder som inte skrivit under stadgan finns Storbritannien, Frankrike, Polen och Danmark.

## Semesterlön och -ersättning i Sverige

### Två begrepp
I Sverige används de två separata begreppen semesterlön och semesterersättning. Den förstnämnda betalas ut under ordinarie semestertid under sommaren, den sistnämnda betalas ut i början av nästkommande år, om anställningen inte varit ett fullt år. Parterna kan dock avtala om andra utbetalningsperioder, exempelvis genom kollektivavtal.

### Beräkning
Semesterlönen utgör enligt lag 12 procent av under intjänandeåret utbetald lön samt eventuellt semesterlönegrundande frånvaro (föräldraledighet, värnplikt etc.).
Då anställningen upphör skall arbetsgivaren betala ut all innestående semesterersättning (ej utbetald sparad semesterlön).
Semesterlöneunderlaget utgörs av
- Timlön
- Eventuell rörlig lön (ob-, övertidsersättning, ackord, provision, et cetera)
- Semesterlön för sparad semester
- Genomsnittlig dagsinkomst för eventuell semesterlönegrundande frånvaro

Utbetald ordinarie semesterlön under intjänandeåret är inte semesterlönegrundande.
Så här räknas värdet av semesterlön per dag ut:
genomsnittlig lön = all intjänad lön under intjänandeåret delat med antal arbetade dagar under intjänandeåret.
Intjänandeåret omfattar tiden 1 april - 31 mars.

#### Förskottssemester
Alla anställda i Sverige har rätt till semesterledighet men rätten till semesterlön är något den anställda måste tjäna i förväg. Är personen nyanställd är det högst troligt att den anställde inte tjänat in sin semesterlön och har då möjlighet att ta ut förskottssemester. Förskottssemestern är, precis som det låter, ett förskott av semesterdagar personen kan ta ut. Slutar den anställde innan semesterdagarna är intjänade, blir den anställde skyldig att betala tillbaka summan. Detta sker oftast i form av avdrag på den intjänade lönen.

### Kollektivavtal
Semesterlagen är semidispositiv, vilket innebär att kollektivavtal kan innehålla andra regler. Kollektivavtal innehåller ofta en semesterlönegaranti, för de fall semesterlönen blir för låg.